# Tove Styrke

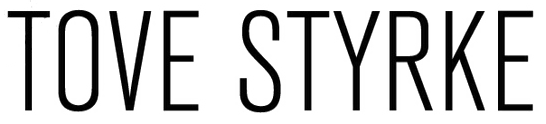
Logo von Tove Styrke

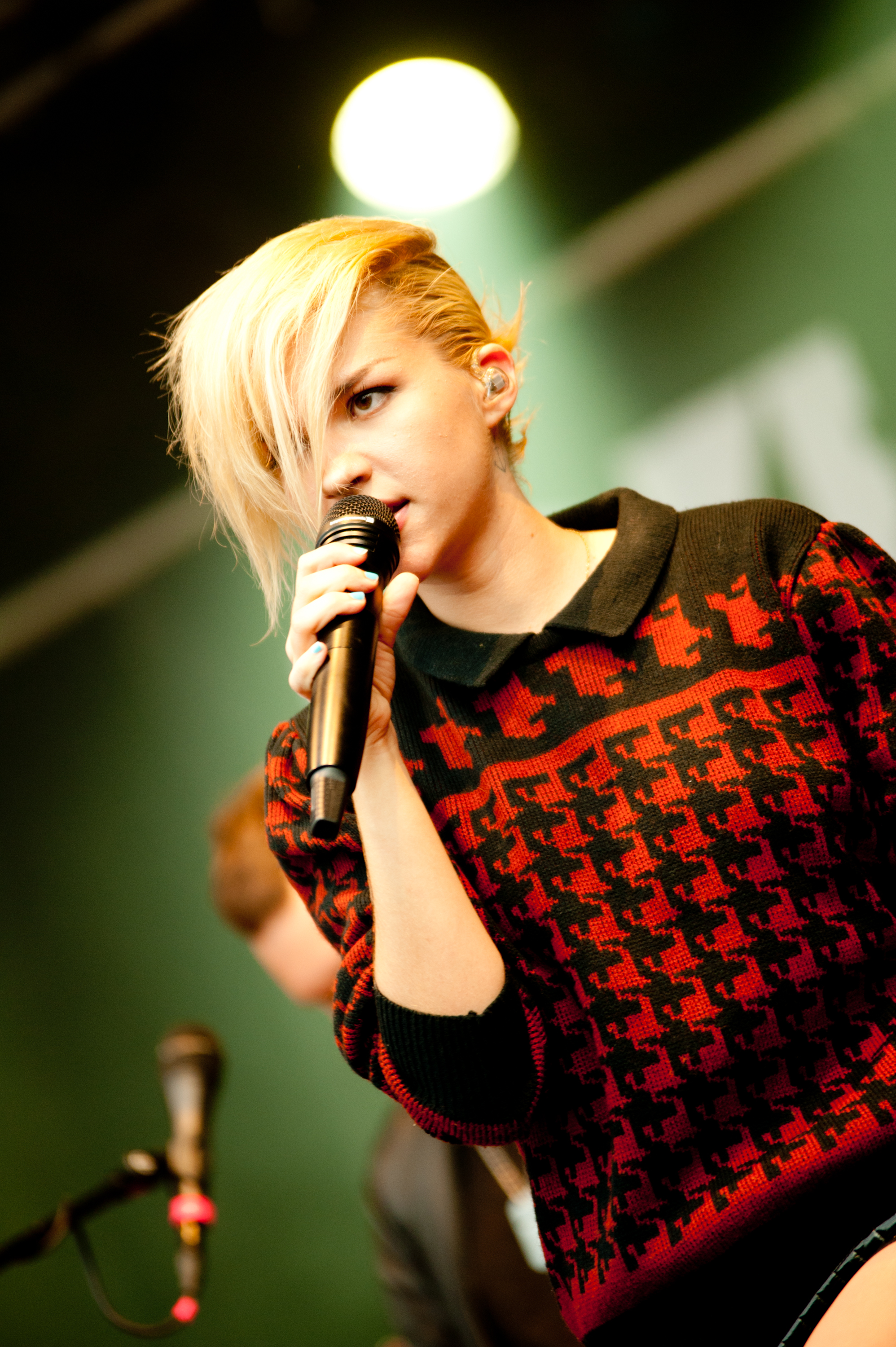
Tove Styrke (2011)

Tove Styrke (* 19. November 1992 in Umeå; voller Name: Tove Anna Linnéa Östman Styrke) ist eine schwedische Popsängerin und Songschreiberin. Sie wurde bekannt als Drittplatzierte der sechsten Staffel der schwedischen Castingshow Idol.
2011 listete die New York Post Styrke als eine von zehn Artists To Know In 2011.

## Biografie

### Familie/Privatleben
Tove Styrke ist die Tochter des schwedischen Musikers Anders Östman. Dieser betreibt einen Musikladen und stellte seiner Tochter die Gitarre als Instrument vor. Styrke bevorzugte jedoch das Klavier, wozu sie von ihrem Klavierlehrer, ihrem Großvater, ermutigt worden war. Ihre Mutter Anna, eine ehemalige Balletttänzerin, leitet eine Tanzschule und schickte Styrke von klein auf zu Tanzstunden. Styrke hat zwei Schwestern, eine ältere und eine jüngere.
Ihre ersten Auftritte hatte Styrke als Sängerin einer lokalen Jazzband.

### Karriere
Styrke nahm an der sechsten Staffel der Castingshow Idol teil, die sie als Drittplatzierte beendete. Bereits ihre dort gesungenen Cover erreichten das Mittelfeld der schwedischen Charts. Kurz nach Ende der Sendung wurde sie von Sony unter Vertrag genommen. Styrke nahm sich daraufhin Zeit, Lieder für ihr erstes Album zu schreiben. Im Juni 2010 erschien dann ihre erste Single "Million Pieces", die von Adam Olenius (Shout Out Louds) & Lykke Li geschrieben wurde. Am 12. November 2010 erschien Styrkes Debütalbum Tove Styrke, das die vorderen Ränge der Charts erreichte und sich dort 35 Wochen hielt.
Die im August 2011 erschienene Single "Call My Name" diente als Titellied für die Castingshow Das perfekte Model, die im Frühjahr 2012 vom Sender Vox ausgestrahlt wurde. "Call My Name" ist nicht auf der ursprünglichen Version von Styrkes Debütalbum enthalten, jedoch wurde das Album am 23. März 2012 in Deutschland mit "Call My Name" und einem weiteren neuen Titel, "Sticks And Stones", veröffentlicht.

## Musikstil
Styrkes Musik ist eine Mischung aus Pop und Elektropop. Allmusic beschreibt ihre Musik als eine Kombination von "the bubbling electronica of Robyn with the hipster synth pop of Annie and the hook-laden Euro-disco of September." Styrke schreibt nahezu alle ihre Lieder selbst.

## Diskografie

### Alben
| Jahr | Titel       | Höchstplatzierung, Gesamtwochen, AuszeichnungChartsChartplatzierungen (Jahr, Titel, Platzierungen, Wochen, Auszeichnungen, Anmerkungen) | Anmerkungen |
| Jahr | Titel       | SE | Anmerkungen |
| ---- | ----------- | --- | ----------- |
| 2010 | Tove Styrke | SE10 Gold · (35 Wo.)SE |             |
| 2015 | Kiddo       | SE14 (6 Wo.)SE |             |
| 2018 | Sway        | SE11 (3 Wo.)SE |             |

EPs
- High and Low (2011)

### Singles
| Jahr                   | Titel Album                          | Höchstplatzierung, Gesamtwochen, AuszeichnungChartplatzierungen (Jahr, Titel, Album, Platzierungen, Wochen, Auszeichnungen, Anmerkungen) | Höchstplatzierung, Gesamtwochen, AuszeichnungChartplatzierungen (Jahr, Titel, Album, Platzierungen, Wochen, Auszeichnungen, Anmerkungen) | Anmerkungen |
| Jahr                   | Titel Album                          | SE | DE | Anmerkungen |
| ---------------------- | ------------------------------------ | --- | --- | ----------- |
| als Tove Östman Styrke |                                      | | |             |
|                        |                                      | | |             |
| 2009                   | In the Ghetto (Live) –               | SE35 (1 Wo.)SE | — |             |
| 2009                   | I Wish I Was a Punkrocker (Live) –   | SE29 (1 Wo.)SE | — |             |
| 2009                   | Himlen är oskyldigt blå (Live) –     | SE29 (1 Wo.)SE | — |             |
| 2009                   | Pride (In the Name of Love) (Live) – | SE56 (1 Wo.)SE | — |             |
| 2009                   | The Greatest Love of All (Live) –    | SE49 (1 Wo.)SE | — |             |
| 2009                   | Hot n Cold –                         | SE58 (1 Wo.)SE | — |             |
| als Tove Styrke        |                                      | | |             |
|                        |                                      | | |             |
| 2010                   | Million Pieces Tove Styrke           | SE18 (10 Wo.)SE | — |             |
| 2010                   | White Light Moment Tove Styrke       | SE5 Gold · (21 Wo.)SE | — |             |
| 2011                   | Call My Name Tove Styrke             | SE28 (9 Wo.)SE | DE48 (5 Wo.)DE |             |
| 2017                   | Say My Name Sway                     | SE85 (1 Wo.)SE | — |             |
| 2017                   | Mistakes Sway                        | SE42 Gold · (6 Wo.)SE | — |             |
| 2018                   | Changed My Mind Sway                 | SE90 (1 Wo.)SE | — |             |
| 2018                   | Been There Done That –               | SE69 (2 Wo.)SE | — | mit NOTD    |
| 2020                   | Bara du och jag –                    | SE30 Gold · (21 Wo.)SE | — |             |
| 2021                   | Mood Swings –                        | SE62 (1 Wo.)SE | — |             |
| 2021                   | Start Walking –                      | SE79 (1 Wo.)SE | — |             |
| 2022                   | Show Me Love –                       | SE93 (1 Wo.)SE | — |             |

Weitere Lieder
- High and Low (2011)
- Ego (2015)
- Borderline (2015)
- Alone (2016)
- Sway (2018)
- On the Low (2018)

### Gastbeiträge
| Jahr | Titel Album  | Höchstplatzierung, Gesamtwochen, AuszeichnungChartplatzierungen (Jahr, Titel, Album, Platzierungen, Wochen, Auszeichnungen, Anmerkungen) | Höchstplatzierung, Gesamtwochen, AuszeichnungChartplatzierungen (Jahr, Titel, Album, Platzierungen, Wochen, Auszeichnungen, Anmerkungen) | Anmerkungen            |
| Jahr | Titel Album  | SE | DE | Anmerkungen            |
| ---- | ------------ | --- | --- | ---------------------- |
| 2018 | Endless –    | SE76 (4 Wo.)SE | — | VAX feat. Tove Styrke  |
| 2018 | Good Vibes – | SE91 (1 Wo.)SE | — | Alma feat. Tove Styrke |